# Titularbistum Acrassus
Acrassus (ital.: Acrasso) ist ein ehemaliges Bistum der römisch-katholischen Kirche und heute ein Titularbistum. Es gehörte der Kirchenprovinz Sardes an. Benannt ist es nach der antiken Stadt Akrassos in der römischen Provinz Asia bzw. Lydia in der westlichen Türkei.
| Titularbischöfe von Acrassus |                             |                                                               |                  |                   |
| Nr.                          | Name                        | Amt                                                           | von              | bis               |
| 1                            | Albert-Léon-Marie Le Nordez | Weihbischof in Verdun (Frankreich)                            | 25. Juni 1896    | 28. November 1898 |
| 2                            | Leopoldo A. Arcaira         | Weihbischof in Zamboanga Weihbischof in Malolos (Philippinen) | 6. November 1961 | 23. November 1994 |
| 3                            | Djura Džudžar               | Exarch des Apostolischen Exarchats von Serbien und Montenegro | 3. März 2001     | 6. Dezember 2018  |